# Wspólnota Taizé

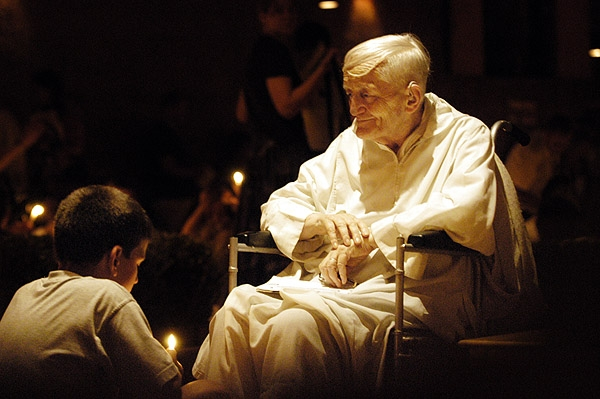
Brat Roger – założyciel

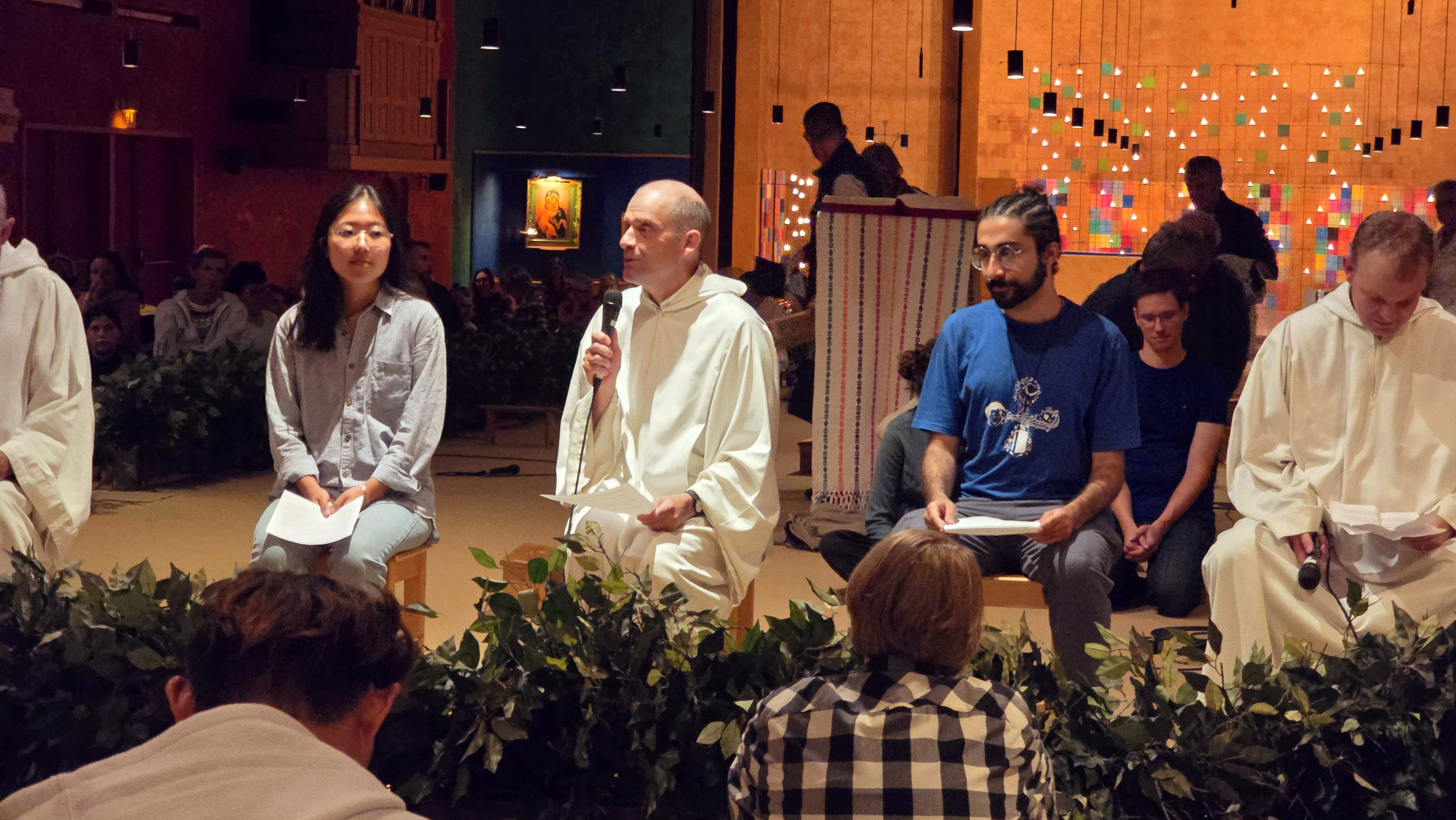
Brat Matthew, obecny przeor Wspólnoty przemawiający podczas wieczornej modlitwy

Wspólnota z Taizé – międzynarodowa wspólnota ekumeniczna, założona w 1940 w Taizé, we Francji, przez brata Rogera. 

## Historia
W 1940 roku Roger, Szwajcar z pochodzenia i teolog, dotarł do odległej, położonej w Burgundii wioski Taizé, w której kupił dom i ziemię, rozpoczynając życie w założonej Wspólnocie. Miejsce wydało mu się szczególne m.in. z powodu bliskiego sąsiedztwa słynnego opactwa benedyktyńskiego Cluny, które w XI w. i XII w. wywarło silny wpływ na życie Kościoła, a także Citeaux z dawnym opactwem cystersów, w którym mieszkał św. Bernard.
W pierwszych latach swojego życia w Taizé brat Roger utrzymywał się z uprawy ziemi, budował małą kapliczkę oraz pisał regułę życia Wspólnoty. Gościł także często uciekinierów politycznych i Żydów.
W 1941 napisał broszurkę pt. Uwagi wyjaśniające, która stała się zaczątkiem reguły Wspólnoty, opowiadającej się za ideą ekumenizmu i pojednania między podzielonymi kościołami chrześcijańskimi. W tym roku wstąpiło do Wspólnoty czterech nowych braci. Od początku dążono do realizacji idei pojednania. Bracia opiekowali się także niemieckimi jeńcami wojennymi, przebywającymi w pobliskim obozie, oraz okolicznymi sierotami.
W latach 1952–1953 Roger napisał właściwą regułę Wspólnoty, której fundamenty stanowiły trzy słowa streszczające Ewangelię: radość, prostota, miłosierdzie.
Brat Roger wziął udział w obradach soboru watykańskiego II jako oficjalny obserwator. W czasie jego obrad przybyli do Taizé pastorzy protestanccy i francuscy biskupi katoliccy na pierwsze tego typu spotkanie ekumeniczne.
Od 1969 do Wspólnoty należą także katolicy. W 1966 bracia zorganizowali pierwsze ekumeniczne spotkanie młodzieży, a w 1974 odbył się tam Sobór Młodych. 
Po śmierci brata Rogera, zamordowanego 16 sierpnia 2005, przełożonym Wspólnoty został brat Alois – katolik pochodzący z Niemiec. 2 grudnia 2023 funkcję przeora przyjął brat Matthew, anglikanin z Wielkiej Brytanii.

## Wspólnota

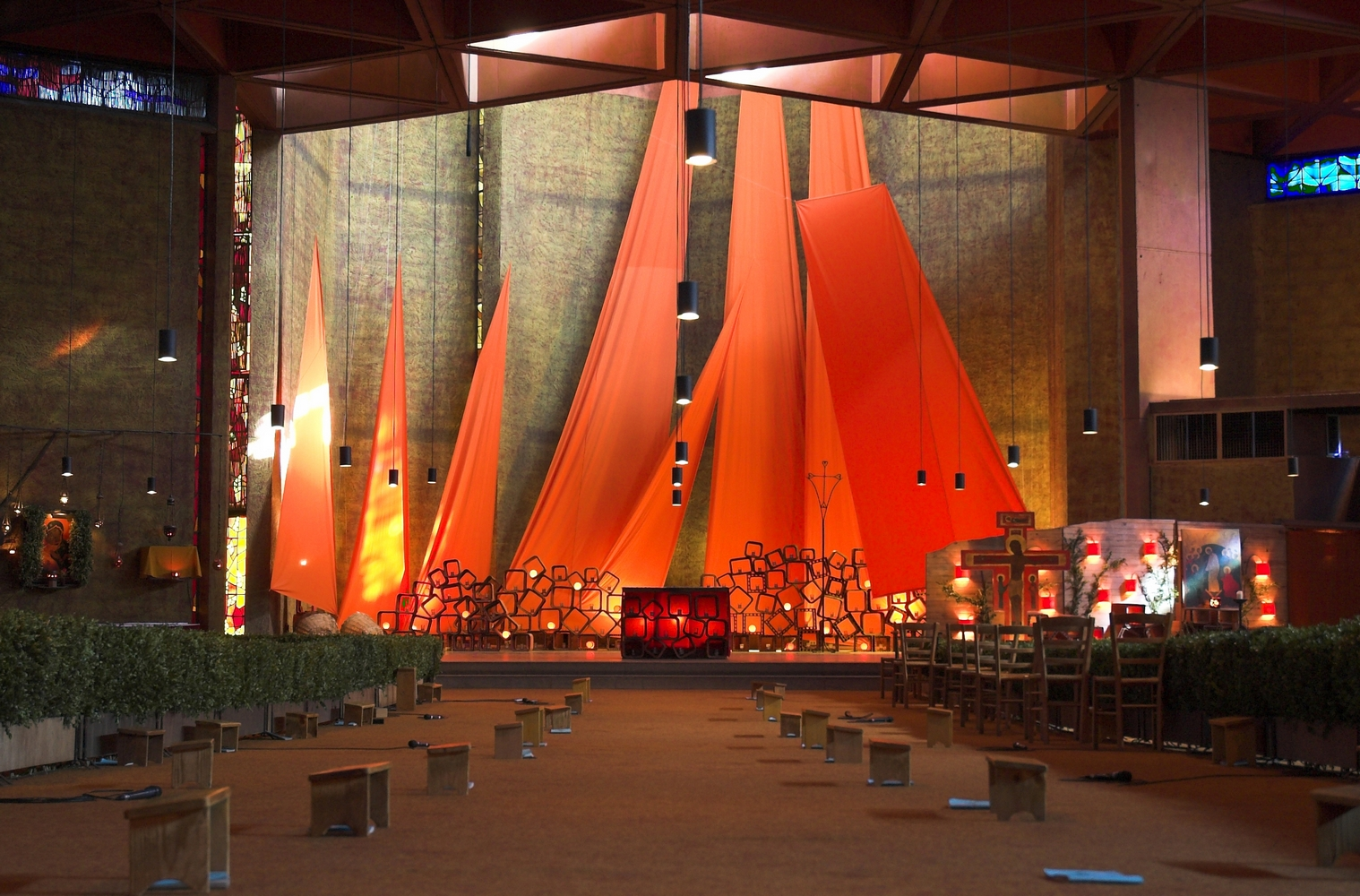
Wnętrze kościoła w Taizé

Bracia zobowiązują się na całe życie do dzielenia ze sobą dóbr duchowych i materialnych, do zachowywania celibatu oraz daleko idącej prostoty. Obecnie wspólnota liczy ponad stu braci pochodzenia ewangelickiego i katolików, więcej niż dwudziestu pięciu narodowości.
W centrum każdego dnia w Taizé jest trzykrotna modlitwa. Bracia utrzymują się wyłącznie z własnej pracy. Nie przyjmują osobistych darów ani prezentów. Ewentualne spadki przeznaczone są zawsze na pomoc ubogim. Niektórzy z nich – tworząc kilkuosobowe grupy, zwane fraterniami – żyją wśród najuboższych.
W codziennych obowiązkach związanych z przyjmowaniem pielgrzymów z różnych stron świata pomagają braciom od 1966 Siostry św. Andrzeja, a od 1994 także polskie urszulanki szare.
Adres wspólnoty:
Communauté de Taizé
71250 Taizé – Francja

## Młodzi w Taizé – spotkania cotygodniowe
Od końca lat 50. XX w., tysiące młodych ludzi z wielu krajów bierze udział w cotygodniowych spotkaniach modlitewno-refleksyjnych. Niektórzy bracia z Taizé odwiedzają różne miejsca w Afryce, Ameryce Południowej, Azji i Europie, aby tam prowadzić małe i duże spotkania. Wszystkie są one etapami tej samej Pielgrzymki Zaufania przez Ziemię.
Uczestnicy zostają zakwaterowani w wiosce Taizé w namiotach lub barakach mieszkalnych. Biorą udział w spotkaniach w ramach jednej z pięciu grup: źródeł wiary, biblijnej (tylko w okresie wakacyjnym), pracy, chóru lub ciszy. Dodatkowo każdy uczestnik może podjąć drobną pracę np. pilnowanie ciszy podczas modlitwy czy dystrybucja posiłków, którą wykonuje codziennie przez kilkadziesiąt minut.
Tydzień po tygodniu, a także podczas Spotkań Europejskich młodzi analizują m.in. List z Taizé lub inny tekst, który pisany jest przez przeora i publikowany pod koniec roku.

### Typowy dzień
- poranna modlitwa
- śniadanie
- studium biblijne w dużych grupach
- dyskusje w małych grupach
- południowa modlitwa
- obiad

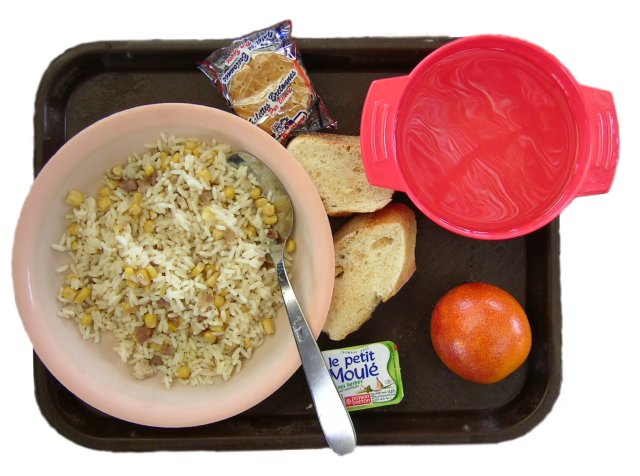
Przykładowy posiłek uczestników cotygodniowych spotkań

- popołudniowa praca lub studiowanie Biblii
- podwieczorek
- czas wolny, rozmowy z braćmi, warsztaty
- kolacja
- wieczorna modlitwa
- wspólna zabawa młodzieży przy muzyce

## Śpiewy z Taizé

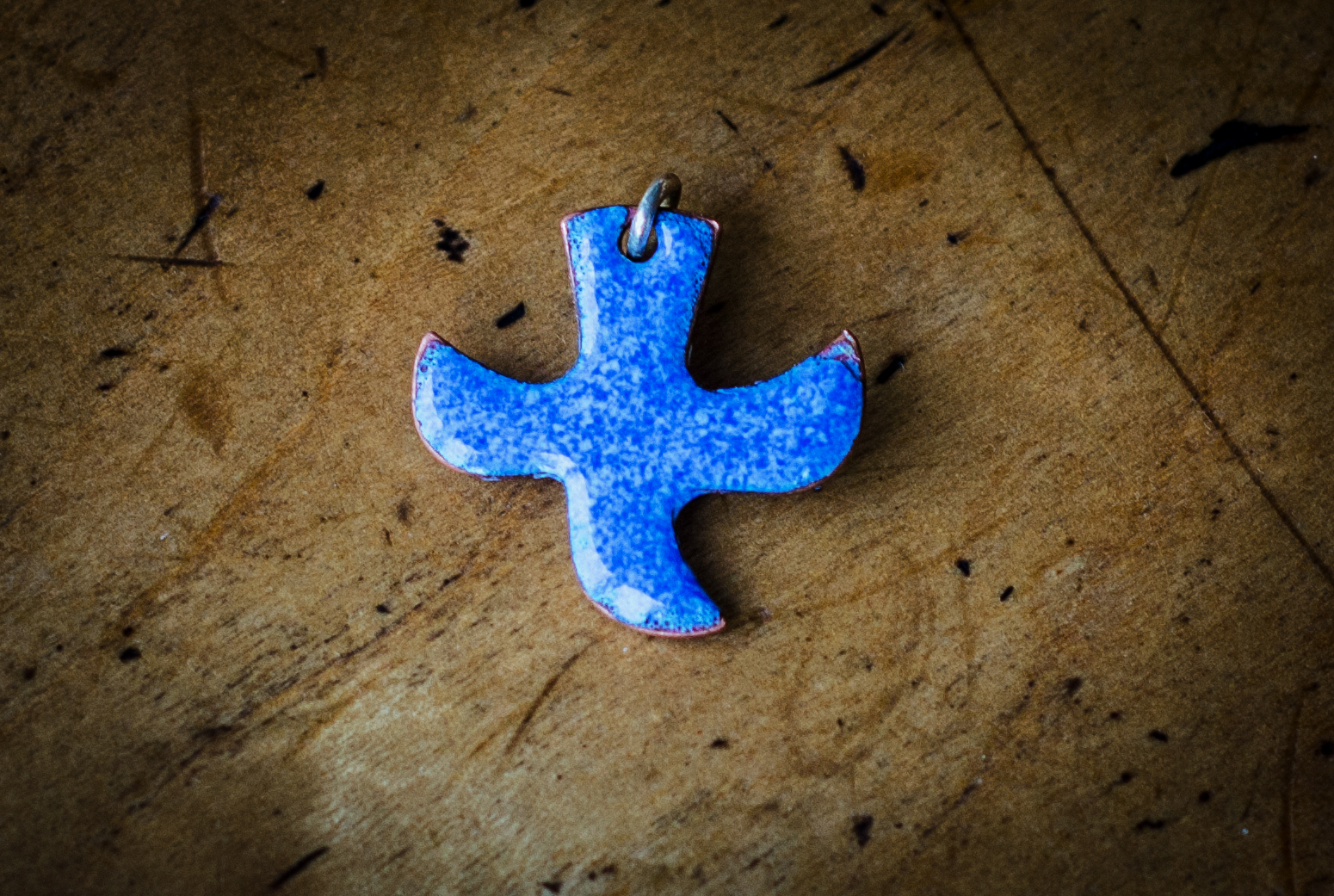
Krzyżyk z Taizé

Ważnym i bardzo charakterystycznym elementem wspólnej modlitwy w Taizé jest śpiew. Wielojęzyczność pielgrzymów przybywających do Taizé, sprawia jednak, że wykorzystanie tradycyjnych pieśni kościelnych, o długich tekstach i wielu zwrotkach jest niemożliwe. Aby umożliwić każdemu świadome uczestnictwo w modlitwie, Wspólnota zaczęła szukać prostszych form muzyki kościelnej. W 1975 zamówiono kompozycję kilkudziesięciu utworów u paryskiego organisty Jacques’a Berthiera. Oprócz śpiewów Jacques’a Berthier, obecnie w Taizé wykorzystuje się też kompozycje Josepha Gelineau, tradycyjne melodie prawosławne i utwory komponowane przez członków Wspólnoty.
Główną cecha charakterystyczną śpiewów z Taizé jest ich prosty, najczęściej jednozdaniowy tekst, będący często cytatem z Biblii lub tradycji kościołów. Niewielki rozmiar tekstu sprawia, że jest on łatwy do zapamiętania, pomimo użycia różnych języków. Melodia natomiast skłania do refleksji i wewnętrznego wyciszenia się. Formalnie większość śpiewów z Taize to ostinata i kanony. Podstawowy układ śpiewu może być wykonywany przez niewielkie grupy, ale pełne aranżacje na chór z instrumentalizacją i partiami solistów są też stosowane podczas wielkich zgromadzeń liturgicznych.
Proste melodie, medytacyjny charakter i tłumaczenia na wiele języków przyczyniły się do popularności śpiewów z Taizé wśród chrześcijan. Stosowane są one w praktyce liturgicznej większości wyznań na wszystkich kontynentach. Śpiewy są niewątpliwie najbardziej rozpoznawalnym owocem istnienia Wspólnoty.

## Europejskie Spotkania Młodych
Corocznie, na przełomie starego i nowego roku, wspólnota organizuje w jednym z europejskich miast modlitewne spotkania ekumeniczne nazywane Pielgrzymką Zaufania przez Ziemię. 
Młodzież zostaje przyjęta przez parafie. Zakwaterowanie ma miejsce u rodzin goszczących lub w obiektach publicznych takich jak np. szkoły lub sale gimnastyczne. Modlitwy, a także obiad i kolacja mają miejsce najczęściej w wielkich halach wystawowych zaadaptowanych specjalnie na tę okazję. Uczestnicy mają możliwość wyboru jednej z czterech grup: uczestnictwo w życiu parafii; uczestnictwo w życiu parafii połączone z pomocą w ekipie pracy; uczestnictwo w życiu parafii połączone ze śpiewaniem w chórze; przeżywanie poranków w ciszy z wprowadzeniem biblijnym.
Porządek dnia jest podobny do tego z Taizé:
- śniadanie u rodzin goszczących
- modlitwa w parafii
- spotkania refleksyjne w małych grupach międzynarodowych
- obiad
- modlitwa
- zajęcia warsztatowe najczęściej prowadzone przez braci
- kolacja
- modlitwa

O godzinie 23:00 w sylwestrową noc uczestnicy biorą udział we wspólnej modlitwie w parafiach o pokój na świecie. Następnie odbywa się zabawa sylwestrowa, tzw. Święto Narodów. 1 stycznia uczestnicy spożywają świąteczny obiad u rodzin goszczących.
Spotkania są organizowanie przez Wspólnotę we współpracy z lokalnym Kościołem, przy wsparciu młodych ludzi wolontariuszy, którzy przybywają do miasta organizatora w kilku turach, pierwsza tura pojawia się już na zakończenie wakacji, druga przyjeżdża przed świętami Bożego Narodzenia a największa grupa wolontariuszy przybywa 26 grudnia.

### Lista miast, w których miały miejsce spotkania
1. 1978 – Paryż, Francja
2. 1979 – Barcelona, Hiszpania
3. 1980 – Rzym, Włochy
4. 1981 – Londyn, Wielka Brytania
5. 1982 – Rzym, Włochy
6. 1983 – Paryż, Francja
7. 1984 – Kolonia, Niemcy
8. 1985 – Barcelona, Hiszpania
9. 1986 – Londyn, Wielka Brytania
10. 1987 – Rzym, Włochy
11. 1988 – Paryż, Francja
12. 1989 – Wrocław, Polska
13. 1990 – Praga, Czechosłowacja
14. 1991 – Budapeszt, Węgry
15. 1992 – Wiedeń, Austria
16. 1993 – Monachium, Niemcy
17. 1994 – Paryż, Francja
18. 1995 – Wrocław, Polska
19. 1996 – Stuttgart, Niemcy
20. 1997 – Wiedeń, Austria
21. 1998 – Mediolan, Włochy
22. 1999 – Warszawa, Polska
23. 2000 – Barcelona, Hiszpania
24. 2001 – Budapeszt, Węgry
25. 2002 – Paryż, Francja
26. 2003 – Hamburg, Niemcy
27. 2004 – Lizbona, Portugalia
28. 2005 – Mediolan, Włochy
29. 2006 – Zagrzeb, Chorwacja
30. 2007 – Genewa, Szwajcaria
31. 2008 – Bruksela, Belgia
32. 2009 – Poznań, Polska
33. 2010 – Rotterdam, Holandia
34. 2011 – Berlin, Niemcy
35. 2012 – Rzym, Włochy
36. 2013 – Strasburg, Francja
37. 2014 – Praga, Czechy
38. 2015 – Walencja, Hiszpania
39. 2016 – Ryga, Łotwa
40. 2017 – Bazylea, Szwajcaria
41. 2018 – Madryt, Hiszpania
42. 2019 – Wrocław, Polska
43. 2020 – Taizé, Francja (online)
44. 2021 – Turyn, Włochy (online)
45. 2022 – Rostock, Niemcy
46. 2023 – Lublana, Słowenia
47. 2024 – Tallinn, Estonia